# Idiococcobius
Idiococcobius is een geslacht van vliesvleugeligen uit de familie Aphelinidae. De wetenschappelijke naam van dit geslacht is voor het eerst geldig gepubliceerd in 2010 door Hayat.

## Soorten
Het geslacht Idiococcobius is monotypisch en omvat slechts de volgende soort:
- Idiococcobius encarsoides Hayat, 2010